# Squamocoris purshiae
Squamocoris purshiae är en insektsart som beskrevs av Stonedahl och Schuh 1968. Squamocoris purshiae ingår i släktet Squamocoris och familjen ängsskinnbaggar. Inga underarter finns listade i Catalogue of Life.